# Infinity (Journey)
Infinity is het vierde studioalbum van Journey. Het album liet een grote wijziging in de koers van de muziek horen. Dat was in eerste instantie te danken aan het nieuwe lid van de groep Steve Perry, die een veel betere zanger was dan Gregg Rolie die dat er in de voorgaande jaren maar bij deed. Een andere impuls was dat de manager van Journey, Herbie Herbert, muziekproducent Roy Thomas Baker had ingehuurd. Roy Thomas Baker was toen ook producer van Queen en dat is goed te horen op bijvoorbeeld track 3, waarbij Queenachtige zang te horen is. De muzikale wijziging legde de band geen windeieren; het album haalde de 21e plaats in de Billboard 200, ook in Canada verkocht het goed. Europa hield de boot (nog) af, in het Verenigd Koninkrijk, Nederland en België was er geen plaats voor Journey in de albumlijsten.
Het album is min of meer opgedragen aan Lynyrd Skynyrd die op 20 oktober 1977 haar meeste leden verloor door een vliegtuigongeluk. Cassie Gaines, Steve Gaines, Ronnie van Zandt en roadmanager Dean Kilpatrick kwamen net als piloot en copiloot om het leven. Het nummer Patiently is een hommage aan die band

## Musici
- Steve Perry – zang
- Neal Schon – gitaar, zang
- Gregg Rolie – toetsinstrumenten, zang
- Ross Valory – basgitaar
- Ainsley Dunbar – slagwerk, percussie

## Muziek
| Nr. | Titel                                                           | Duur |
| --- | --------------------------------------------------------------- | ---- |
| 1.  | Lights (Perry, Schon)                                           | 3:11 |
| 2.  | Feeling that Way (Dunbar, Perry, Rolie)                         | 3:28 |
| 3.  | Anytime (Robert Fleischman, Rolie, Schon, Roger Silver, Valory) | 3:28 |
| 4.  | Lă Do Dā (Perry, Schon)                                         | 3:01 |
| 5.  | Patiently (Perry, Schon)                                        | 3:21 |
| 6.  | Wheel in the Sky (Fleischman, Schon, Diane Valory)              | 4:12 |
| 7.  | Somethin' to Hide (Perry, Schon)                                | 3:27 |
| 8.  | Winds of March (Schon, Matt Schon, Fleischman, Perry, Rolie)    | 5:04 |
| 9.  | Can Do (Perry, Valory)                                          | 2:39 |
| 10. | Opened the Door (Perry, Rolie, Schon)                           | 4:37 |

Robert Fleischman was de eerste echte zanger van Journey; hij trad toe na Next, maar door muzikale meningsverschillen was de verbintenis al voor Infinity voorbij. Enkele tracks waren al opgenomen en verschenen op verzamelalbums. Roger Silver was een (tekst)schrijver uit San Francisco.